# Veneralia
De Veneralia (1 april) was het Oud-Romeinse festival van Venus Verticordia ("Wijziger van Harten"), de godin van de liefde en schoonheid. De aanbidding van de godin Fortuna Virilis ("Stoutmoedige Voorspoed") was ook onderdeel van dit festival.
Vrouwen in Rome verwijderden sieraden van de standbeelden van de godin, wasten haar en versierden haar met bloemen. Op vergelijkbare wijze wasten de vrouwen zichzelf in de publieke baden, getooid met bloemenkransen van mirte. In het algemeen was dit een dag voor de vrouwen om goddelijke hulp in te roepen in hun relatie met mannen.